# Avengers Disassembled
Avengers Disassembled (Vengeurs : La Séparation) est un crossover dans l'univers Marvel composé d'une série principale en quatre parties, scénarisée par Brian Michael Bendis et dessinée par David Finch, qui clot la série principale Avengers. Il est consécutif à la volonté de la maison d'édition de re-dynamiser cette série.
Ce cross-over changera le sort de différents personnages de l'univers Marvel, comme Spider-Woman, Iron Man ou Captain America. Il s'agit de l'un des événements majeurs de l'Univers Marvel.
Les épisodes du cross-over ont été publiés en France une première fois dans le périodique Marvel Icons (numéros 1 à 4, 2005) et plusieurs fois en album, sous les titres The New avengers 1 (Marvel France/Panini, deux éditions, 2009 et 2010) puis Avengers : la séparation (Hachette, 2014).

## Résumé de l'intrigue
L'histoire débute avec le retour du Valet de Cœur (mort dans Avengers #491 de février 2004) au manoir des Vengeurs. Cependant, le héros revient sous forme de zombie et se fait imploser dans le jardin du manoir entrainant dans sa tombe l'Homme-fourmi II. 
Pendant ce temps, aux Nations Unies, Tony Stark, visiblement ivre, insulte le délégué de Latvérie et menace de le tuer. Il se retire rapidement dans une autre pièce tandis que Pourpoint Jaune s'excuse en son nom. La Sorcière Rouge lui demande alors s'il avait bu, ce à quoi il répond non. Ils reçoivent alors un signal: L'ensemble des Vengeurs est alors rappelé pour défendre le manoir. 
De retour au manoir, un Quinjet arrive à toute vitesse, avant de s'écraser. La Vision émerge alors des décombres, informant ses camarades qu'il ne contrôle plus les organismes qui composent son corps. Il les avertit qu'ils sont sur le point d'être punis. Il expulse ensuite cinq boules métalliques de sa bouche, qui se transforment en robots Ultrons pleinement fonctionnels. Les Avengers attaquent les Ultrons. Alors qu'ils prennent le dessus, Miss Hulk perd le contrôle, furieuse que l'Homme-fourmi soit mort sans raison. Alors que sa masse musculaire se développe, elle déchire la Vision en deux. Captain America tente de l'arrêter, mais Miss Hulk lui fonce dessus avec un camion.
Iron Man est en communication avec le chef d'état-major, qui le réprimande pour son comportement aux Nations Unies et le révoque de son poste de secrétaire à la Défense.
Pendant ce temps, Miss Hulk se déchaîne, blessant Captain Britain au passage. Heureusement, Iron Man arrive et l'assomme avant qu'elle ne puisse faire plus de dégâts. Il libère ensuite Captain America de sous un camion. À la suite de l'attaque, Captain Britain et la Guêpe sont grièvement blessés et transportés à l'hôpital Beth-Israel. Miss Hulk est détenue par le S.H.I.E.L.D., les restes de l'Homme-fourmi sont à la morgue et ceux de Vision sont envoyés à Stark Industries. Pendant ce temps, à l'hôpital, Iron Man, Faucon, Œil-de-Faucon et Captain America tentent de discuter de ce qui vient de se passer. Pourpoint Jaune sort alors de l'hôpital pour informer les autres du comportement d'Iron Man aux Nations Unies. Iron Man décolle et les autres se rassemblent avec le reste des Avengers, les Quatre Fantastiques et Nick Fury qui ont répondu à leur alerte.
Cependant, Nick Fury s'oppose à leur rassemblement, prétextant qu'ils contaminent la scène du crime et exige qu'ils se dispersent. Soudain, il reçoit un appel des Nations Unies, annonçant la fin de leur collaboration avec les Avengers. Soudain, se déclenche une attaque Kree, apparemment conscients de la crise actuelle, Œil-de-Faucon se sacrifiera en détruisant le vaisseau-mère Kree venu les exterminer. Tous les chasseurs Kree disparaissent. L'examen de l'épave révèle qu'il ne s'agit même pas de métal. Sur place, le Dr Strange apparaît, affirmant que « la Magie est utilisée à mauvais escient ». Captain America comprend alors qui est le coupable.
Un flashback nous montre que quelque temps plus tôt, juste à côté de la piscine du Manoir des Avengers, la Guêpe avoue à Wanda qu'elle pense que les super-héros ne devrait pas avoir d'enfants. Cependant, elle a accidentellement laissé échapper que Wanda avait pensé en avoir deux. Elle change rapidement le sujet et s'éclipse. Wanda est ensuite allée voir Agatha Harkness pour lui demander où étaient ses enfants.
Dans le présent, le Dr Strange demande si l'un des Avengers pourrait être à l'origine d'un tel chaos. Captain America avoue à contrecœur qu'il pourrait s'agir de la Sorcière Rouge. Cependant, beaucoup refusent de croire qu'elle les trahirait.  
Le Faucon admet que Wanda a connu de nombreux drames dans sa vie, notamment sa tentative de créer des jumeaux, qui ont ensuite été anéantis par Harkness. Strange, choqué que personne ne soit venu le voir à ce moment-là, explique que la naissance de Wanda avec des pouvoirs magiques est contre nature, car elle ne provient pas de la spiritualité. Apparemment, en raison du dévouement de Wanda envers ses amis et sa famille, elle a décliné l'offre de Strange d'être son élève. Cependant, personne ne peut imaginer que Wanda ait pu tuer Vision, son propre mari. Iron Man arrive alors sur les lieux et explique que Wanda était avec lui à l'ONU et ne pouvait être responsable. Strange émet alors l'hypothèse qu'elle utilisait inconsciemment ses pouvoirs, devenue folle après la perte de ses enfants. Wanda a finalement décidé de se venger de ses coéquipiers, restés les bras croisés pendant que ses enfants disparaissaient.
L'équipe décide de l'arrêter et elle est finalement récupérée dans un coma apparent par son père, Magnéto.
Les Vengeurs se réunissent dans le manoir détruit, devenu mémorial au souvenir des Vengeurs. Devant l'ampleur du drame (et des ennuis financiers), la disparition de Thor durant le Ragnarok, la réunion se termine par une décision douloureuse : il faut dissoudre les Vengeurs. Les différents Vengeurs présent se remémorent les meilleurs moments de l'équipe.
S'ensuit une série d'événements qui débouche sur un autre crossover de taille : House of M.

## Titres composant le crossover
- Captain America and the Falcon no 5–7 (Prologue)
- Spectacular Spider-Man no 15–20 (Prologue)
- Iron Man no 84–85 (Prologue)

- Avengers no 500–503 (Histoire principale)
- Excalibur no 8 (Histoire parallèle)
- Thor no 80–81 (prologue) et no 82–85 (Histoire parallèle)
- Avengers Finale (Épilogue)

- Captain America no 29–32 (Répercussions)
- Fantastic Four no 517–519 (Répercussions)
- Iron Man no 86–89 (Répercussions)
- She-Hulk no 11 (Répercussions)

Note : il n'y a pas de corrélation entre les titres des comics américains et les versions françaises.